# Tom Hollander
Tom Hollander (* 25. srpna 1967 Bristol, Anglie) je anglický herec.

## Životopis
Narodil se v Bristolu do učitelské rodiny a byl vychováván v Oxfordu. Jeho otec je potomkem českých Židů, kteří konvertovali ke katolicismu a jeho matka pochází z Anglie. Hollander navštěvoval školy Dragon School a Abingdon School, kde měl místo hlavního choralisty ve sboru. Jako dospívající byl členem National Youth Theatre a National Youth Music Theatre (jsou známy jako dětská hudební divadla). V roce 1981, ve věku čtrnácti let, získal hlavní roli ve filmové verzi knihy od Leona Garfielda, John Diamond.
Učil se angličtinu na Selwyn College v Cambridge a byl aktivně zapojen v několika divadelních spolcích, jako Footlights či také vedl Marlowe Society. Jeho kamarád a spolužák Sam Mendes ho v té době režíroval v několika hrách, včetně úspěšného uvedení hry Cyrano z Bergeracu (ve kterém se objevil i pozdější zástupce premiéra Nick Clegg).
Ve svém volném čase nejradši jezdí na kole či běhá.

## Kariéra
V roce 1992 vyhrál divadelní cenu Ian Charleson Award za roli Witwouda ve hře The Way of the World v Lyric Hammersmith Theatre. Již rok předtím byl na tuto cenu nominován za roli Celie v uvedení Shakesperova Jak se vám líbí. kde hráli jen muži a dále byl nominován poté v roce 1997 za roli Chlestakova v Gogolově Revizorovi. V roce 1996 byl též nominován na speciální cenu za ztvárnění titulní role v Tartuffovi v uvedení v Almeida Theatre. Celkově je Hollander nejčastěji skloňovaným hercem s cenou Ian Charleson Award, celkem se čtyřmi úspěchy: jednou výhrou, dvěma nominacemi a jednou nominací na speciální cenu.
Na přelomu století ztvárnil ve filmu i v televizi řadu nezapomenutelných rolí, například ve snímcích Absolutely Fabulous, Martha, Frank, Daniel a Laurence, Gosford Park, Ztracený princ či seriálech Manželky a dcery, Harry či Špióni z Cambridge. Za poslední jmenovaný získal cenu hlavní cenu FIPA pro nejlepšího herce. Za roli v Pýše a předsudku byl oceněn Evening Standard Film Awards Comedy Award a London Critics Circle v kategorii nejlepší herec ve vedlejší roli. Několikrát pracoval s Michaelem Gambonem a Billem Nighym a je dobrým přítelem herce Jamese Puferoye. I když je respektován jako charakterní herec a držitel několika cen, tak je v mnoha filmech limitován svým menším vzrůstem, měří totiž 165 centimetrů. Vytvořil několik nezapomenutelných komediálních postav, které čerpají spíše z jeho fyzické energie a intenzity, než z jeho výšky, za všechny lze jmenovat „brilantně sprostý“ Leon v seriálu Freezing.
Svůj hlasový talent propůjčil řadě rolí v rozhlasových hrách pro rádio BBC, za všechny lze jmenovat Mosca ve Volpone,Frank Churchill v Emmě a pan Gently Benevolent v parodii Dickensova textu, s názvem Bleak Expectations. Namluvil mladého Josepha Merricka, známějšího jako sloního muže, či ruského vynálezce Lva Sergejeviče Těrmena. Svůj hlas také propůjčil knize Anthonyho Burgesse, Mechanický pomeranč. Kritici jeho hlas označili jako „hladký, téměř lyrický rázný hlas“, který zvládl vykreslit rozsáhlý a jedinečný slang knihy tak, aby byl okamžitě pochopitelný pro čtenáře.
Ztvárnil lorda Cutlera Becketta ve filmech Piráti z Karibiku: Truhla mrtvého muže a Piráti z Karibiku: Na konci světa. Také se objevil v minisérii The Company jako Kim Philby a předtím ztvárnil Guye Burgesse v seriálu Špióni z Cambridge. V roce 2007 hrál opět v divadle, a to v premiéře hry Joa Penhalla, Landscape with Weapon. V roce 2008 se mihl v malé roli krále Jiřího III. v minisérii John Adams a rok zakončil jako Heinz Brandt ve válečném filmu Valkýra. V roce 2009 měl roli violoncellisty ve filmu Joa Wrighta, Sólista. Nejednalo se ani o první, ani o poslední spolupráci s Wrightem, který ho obsadil již do svého předchozího filmu Pýcha a předsudek a poté, v roce 2011 do záporné role v akčním snímku Hanna. Objevil se v hlavní roli ve filmu Politické kruhy a poté se mihl v jiné roli v satirickém pořadu Je to soda, což je formát, ze kterého film Politické kruhy vycházel.
Spolu se scenáristou Jamesem Woodem v roce 2010 vytvořili televizní seriál Rev.. Jedná se o citlivou komedii o příliš lidském vikáři z městské farnosti. Recenzenti seriál nazvali inteligentním, realistickým a velmi vtipným. Hollander ztvárnil hlavní postavu, reverenda Adama Smallbona. Seriál získal mnoho cen, například cenu BAFTA za nejlepší situační komedii. V roce 2010 se též vrátil na divadelní prkna v náročné komediální dvojroli ve hře Brouk v hlavě. Podle kritiků ztvárnil pána i sluhu s „lehkou fyzickou precizností a šokujícím způsobem pravého zmatku“ a byl nazván „virtuózním výkonem“. Od roku 2008 se stal občasným přispěvatelem do sloupků pro časopis The Spectator. V lednu 2016 získal titul čestného absolventa na Selwyn College v Cambridge, což je jeho bývalá vysoká škola.

## Charitativní činnost
Svými běžeckými a cyklistickými aktivitami přispěl do několika dobročinných organizací, včetně běhu pro vybrání peněz na britskou linku důvěry pro mladistvé s názvem Childline Crisis Hotline či pro dospívající trpící rakovinou, s názvem Teenage Cancer Trust. Dlouhodobě podporuje organizaci Helen & Douglas House Hospice for Children and Young Adults v Oxfordu, která zajišťuje hospicovou péči pro děti. Dále se během roku snaží přispět charitativním organizacích prostřednictvím čtení či dalších aktivit.
Stal se patronem cen pro nezávislý film British Independent Film Awards a podporoval nové scenáristické talenty v 24 Hour Plays New Voices Gala. V dubnu 2014 byl jedním ze dvou set veřejných osobností, které byly proti Skotské nezávislosti, což později v tom roce vyústilo v referendum o nezávislosti Skotska.

## Filmografie
| Rok  | Název                                  | Role                                                  | Poznámky             |
| ---- | -------------------------------------- | ----------------------------------------------------- | -------------------- |
| 1993 | Sylvia Hates Sam                       | kamarád                                               | Krátký film          |
| 1996 | Ve jménu IRA                           | Farnsworth                                            |                      |
| 1996 | True Blue                              | Sam Peterson                                          |                      |
| 1998 | Absolutely Fabulous: Absolutely Not!   | Paolo                                                 |                      |
| 1998 | Martha, Frank, Daniel a Laurence       | Daniel                                                |                      |
| 1998 | Ložnice a kuloáry                      | Darren                                                |                      |
| 1999 | Tajný sňatek                           | sir John Ogelby                                       |                      |
| 2000 | The Announcement                       | Ben                                                   |                      |
| 2000 | Možná, miláčku                         | Ewan Proclaimer                                       |                      |
| 2001 | Enigma                                 | Logie                                                 |                      |
| 2001 | Neposlušné srdce                       | Nick                                                  |                      |
| 2001 | Gosford Park                           | Anthony Meredith                                      |                      |
| 2002 | Posedlost                              | Euan                                                  |                      |
| 2004 | Piccadilly Jim                         | Willie Partidge                                       |                      |
| 2004 | Krása na scéně                         | sir Peter Lely                                        |                      |
| 2004 | Paparazzi                              | Leonard Clarke                                        |                      |
| 2004 | Libertin                               | George Etherege                                       |                      |
| 2005 | Pýcha a předsudek                      | pan Collins                                           |                      |
| 2006 | Darwinovy ceny                         | Henry                                                 |                      |
| 2006 | Země slepých                           | Maxmilián II.                                         |                      |
| 2006 | Piráti z Karibiku: Truhla mrtvého muže | Cutler Beckett                                        |                      |
| 2006 | Dobrý ročník                           | Charlie Willis                                        |                      |
| 2006 | Rabbit Fever                           | Tod Best                                              |                      |
| 2007 | Piráti z Karibiku: Na konci světa      | Cutler Beckett                                        |                      |
| 2007 | Královna Alžběta: Zlatý věk            | sir Amyas Paulet                                      |                      |
| 2008 | Valkýra                                | Heinz Brandt                                          |                      |
| 2009 | Politické kruhy                        | Simon Foster                                          |                      |
| 2009 | Sólista                                | Graham Claydon                                        |                      |
| 2010 | Away We Stay                           |                                                       | Krátký film          |
| 2011 | Hanna                                  | Isaacs                                                |                      |
| 2012 | A zase ti Mupeti!                      | Irský novinář                                         |                      |
| 2012 | Whole Lotta Sole                       | James Butler                                          | neuveden v titulcích |
| 2012 | Byzantium                              | učitel                                                | neuveden v titulcích |
| 2013 | Lásky čas                              | Harry                                                 |                      |
| 2013 | Voormanův problém                      | Voorman                                               | Krátký film          |
| 2014 | Klub výtržníků                         | Jeremy Villiers                                       |                      |
| 2015 | Mission Impossible – Národ grázlů      | premiér                                               |                      |
| 2016 | Příslib                                | Garin                                                 |                      |
| 2016 | Revolution: New Art for a New World    | Kazimir Malevič (hlas)                                | dokumentární film    |
| 2017 | Tulipánová horečka                     | Dr. Sorgh                                             |                      |
| 2017 | Nádech pro lásku                       | Bloggs a David Blackerovi                             |                      |
| 2018 | Bohemian Rhapsody                      | Jim Beach                                             |                      |
| 2018 | Mauglí – příběh džungle                | Tabákí                                                |                      |
| 2018 | V pasti                                | Gary                                                  |                      |
| 2018 | Soukromá válka                         | Sean Ryan                                             |                      |
| 2018 | Holy Lands                             | Moshe                                                 |                      |
| 2020 | Kingsman: První mise                   | Jiří V. / Vilém II. Pruský / Mikuláš II. Alexandrovič |                      |

### Televize
| Rok        | Název                                        | Role                           | Poznámky                                                             |
| ---------- | -------------------------------------------- | ------------------------------ | -------------------------------------------------------------------- |
| 1981       | John Diamond                                 | William Jones                  | Televizní film                                                       |
| 1993       | Harry                                        | Jonathan                       | Televizní seriál                                                     |
| 1994       | Milner                                       | Ben Milner                     | Televizní film                                                       |
| 1995       | Poldové                                      | O'Leary                        | Televizní seriál, epizoda „Getaway“                                  |
| 1996       | Naprosto dokonalé                            | Paolo                          | Televizní seriál, 2 epizody                                          |
| 1997       | Gobble                                       | Pipsqueak                      | Televizní film                                                       |
| 1999       | Manželky a dcery                             | Osborne Hamley                 | Televizní minisérie, 4 epizody                                       |
| 2001       | The Life and Adventures of Nicholas Nickleby | pan Mantalini                  | Televizní film                                                       |
| 2003       | Ztracený princ                               | Jiří V.                        | Televizní film                                                       |
| 2003       | Špióni z Cambridge                           | Guy Burgess                    | Televizní minisérie, 4 epizody                                       |
| 2004       | The Hotel in Amsterdam                       | Laurie                         | Televizní film                                                       |
| 2004       | London                                       | Thomas Stearns Eliot           | Televizní film                                                       |
| 2005       | Bridezillas                                  | vypravěč                       | Televizní seriál, epizoda „Korliss and Noelle“                       |
| 2006-2018  | Americký táta                                | několik postav                 | Televizní seriál, 9 dílů                                             |
| 2007       | V síti CIA                                   | Adrian Philby                  | Televizní minisérie (6 epizod)                                       |
| 2007-2008  | Freezing                                     | Leon                           | Televizní seriál, 3 epizody                                          |
| 2008       | The Meant to Be's                            |                                | Televizní film                                                       |
| 2008       | John Adams                                   | Král Jiří III.                 | Televizní minisérie, epizoda: „Reunion“                              |
| 2008       | Headcases                                    | David Cameron                  | Televizní seriál                                                     |
| 2009       | Desperate Romantics                          | John Ruskin                    | Televizní seriál (6 dílů)                                            |
| 2009       | Gracie!                                      | Monty Banks                    | Televizní film                                                       |
| 2009       | Je to soda                                   | Cal Richards                   | Televizní seriál, díl: „Episode No.3.8“                              |
| 2010       | Legally Mad                                  | Steven Pearle                  | Televizní seriál                                                     |
| 2010       | Any Human Heart                              | Edward, vévoda z Windsoru      | Televizní seriál (3 díly)                                            |
| 2010-2014  | Rev.                                         | Reverend Adam Smallbone        | Televizní seriál, 19 epizod                                          |
| 2011       | Aqua Teen Hunger Force                       | Chuck (hlas)                   | Díl: „Vampirus“                                                      |
| 2012, 2018 | Griffinovi                                   | různé role                     | 2 díly                                                               |
| 2013       | Ambassadors                                  | princ Mark                     | Televizní seriál, epizoda: „Episode No.2“                            |
| 2014       | A Poet in New York                           | Dylan Thomas                   | Televizní film                                                       |
| 2016       | Noční recepční                               | Lance Corcoran                 | Televizní minisérie                                                  |
| 2016       | Doctor Thorne                                | Doctor Thorne                  | Televizní seriál                                                     |
| 2017       | Taboo                                        | Dr. George Cholmondeley        | 5 dílů                                                               |
| 2019       | Baptiste                                     | Edward Stratton                | 6 dílů                                                               |
| 2019–2020  | Us                                           | Douglas Petersen               | 4 díly                                                               |
| 2020       | Harley Quinn                                 | Alfred Pennyworth (dabing)     | 3 díly                                                               |
| 2020       | Robot Chicken                                | Bedivere, Professor X (dabing) | díl: „Max Caenen in: Why Would He Know If His Mother's A Size Queen“ |